# Handan szultána
Handan szultána (teljes neve: Devletlu İsmetlu Handan Valide Sultan Aliyyetü'ş-şân Hazretleri; 1574 körül – 1605. november 12.), III. Mehmed oszmán szultán felesége, I. Ahmed anyja, 1603 és 1605 között  az Oszmán Birodalom válide szultánja.

## Az első női kormányzó
III. Mehmet 1603-as halála idején, fia Ahmet még csupán 13 éves volt, ezért Handan volt az Oszmán birodalom első hivatalosan bejegyzett női régense. Ellenezte Ahmet öccsének, Musztafának kivégzését, hiszen ekkor még nem volt más örököse, ezért Musztafát életben hagyták.

## Élete
Valószínűleg Görögországban született. Eredeti neve Helen volt, melyet az 1580-as években, a hárembe kerülve a Handanra cseréltek föl (a Handan jelentése: Vidám). A későbbi III. Mehmed egyik kedvenc ágyasa lett, aki ekkoriban koronahercegként a manisai szandzsákot irányította. Miután Mehmed 1595-ben trónra lépett, Handan kénytelen volt háttérbe szorulni anyósa, az ambiciózus Szafije szultána mellett, és csak 1603 nyarán jutott nagyobb szerephez, amikor Mehmed, az udvari intrikák eredményeként, kivégeztette egy másik ágyasától született fiát, a trónörökös Mahmud herceget. Mehmed halála után Handan fia, I. Ahmed foglalta el a trónt, Handan pedig fia mellett 1603. december 22-től haláláig az anyaszultána címet viselte. Rövid uralkodása azonban politikailag súlytalannak bizonyult, tanácsait Ahmed rendszerint nem vette figyelembe. Továbbá anyósa is élt még ekkor, akit ugyan 1604-ben a Régi Palotába száműztek, befolyásos pozícióját továbbra is megtartotta.

## Fordítás
- Ez a szócikk részben vagy egészben  a   Handan Sultan című angol Wikipédia-szócikk fordításán alapul.  Az eredeti cikk szerkesztőit annak laptörténete sorolja fel. Ez a jelzés csupán a megfogalmazás eredetét és a szerzői jogokat jelzi, nem szolgál a cikkben szereplő információk forrásmegjelöléseként.

| Előző Safiye szultána | Az Oszmán Birodalom válide szultánja 1603. december 22. – 1605. november 12. | Következő Halime szultána |